# Christian Ruben

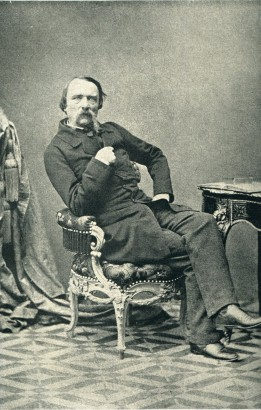
Christian Ruben

Christoph Christian Ruben (* 30. November 1805 in Trier; † 9. Juli 1875 in Inzersdorf bei Wien) war ein deutsch-österreichischer Maler und Hochschullehrer.

## Leben
Ruben war der Sohn von Karl Ruben (1772–1843), einem Zeichenlehrer am Trierer Gymnasium, der auch seinen Sohn dort unterrichtete. Nach dem Gymnasium ging er 1823 nach Düsseldorf, um an der Königlich Preußischen Kunstakademie unter Peter Cornelius Malerei zu studieren. Das Altarbild einer Kreuzabnahme entstand in dieser Zeit als erstes größeres Werk seiner Historienmalerei. Als Cornelius nach München gewechselt war, zog er 1826 auch dorthin und arbeitete an den Kartons zu den neuen Glasfenstern des Regensburger Doms und der Auer Kirche mit. Zunächst als Gehilfe von Cornelius, später als selbständiger Künstler, war er für König Ludwig I. bei mehreren großen Bauvorhaben tätig. 1836 wurde Ruben mit den Kompositionen zur Ausschmückung des Schlosses Hohenschwangau beauftragt.
Bald widmete er sich außerdem der Genremalerei. So entstanden stimmungsvolle Motive, die auch als Stiche und Lithografien publiziert wurden und weite Verbreitung fanden. Als Freund von Max Haushofer gehörte er zu dessen Künstlerkolonie aus Landschafts- und Genremalern, die als Chiemseemaler bekannt wurden. Er heiratete eine Schwester von Haushofers Ehefrau Anna, Susanna Dumbser (1819–1903), eine Wirtstochter von der Fraueninsel. Das Paar hatte mehrere Söhne. Von diesen wurde der Älteste, Franz Ruben, ebenfalls der Maler.

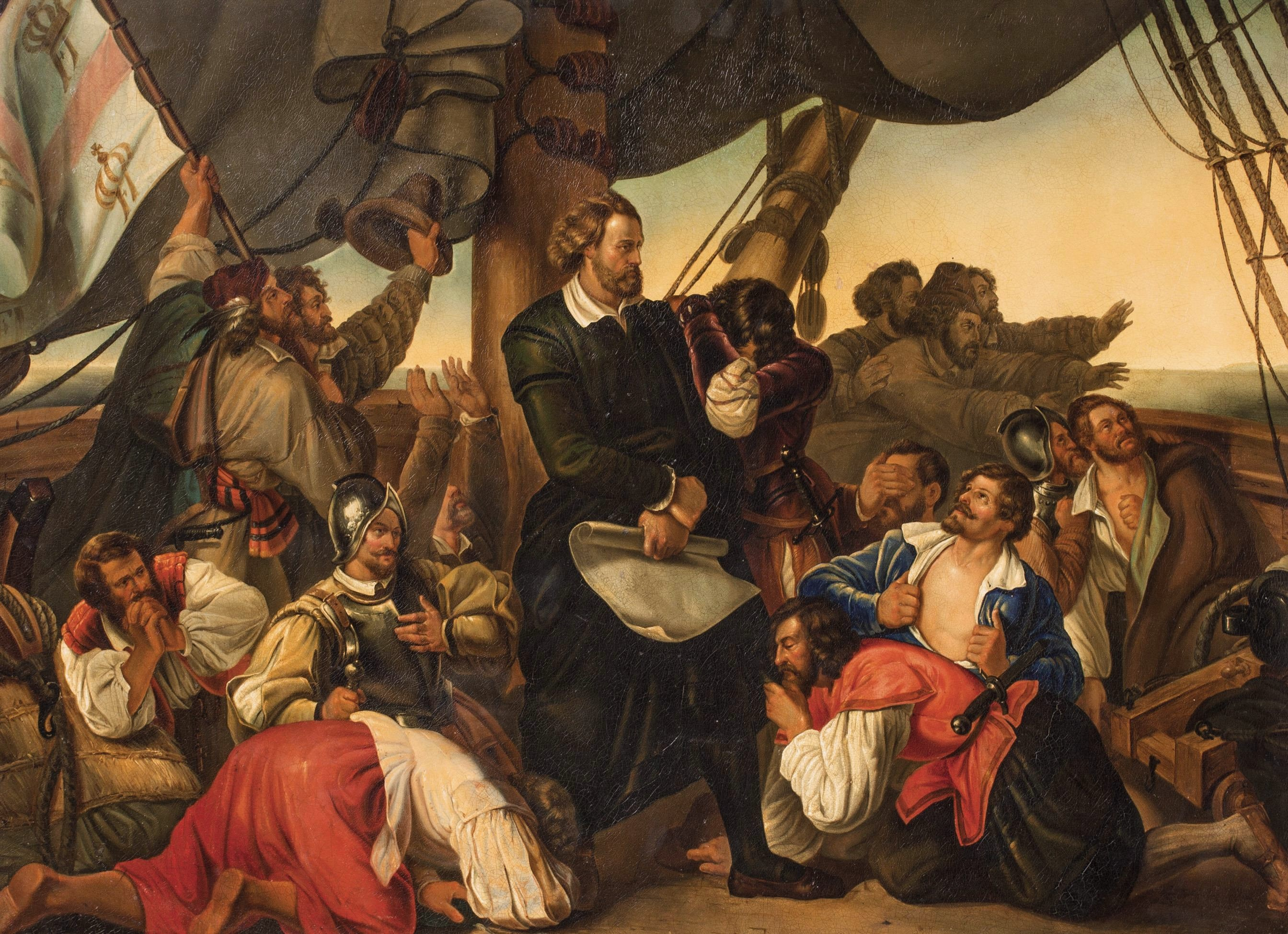
Columbus im Augenblicke, da er die neue Welt entdeckt, um 1845

1841 besuchte er Rom, wo er am 29. April am „Cervarofest“ der Ponte-Molle-Gesellschaft teilnahm. Im gleichen Jahr wurde er als Direktor an die Kunstakademie zu Prag berufen, wo er das Belvedere mit Wandgemälden schmückte. In dieser Zeit entstand auch sein Ölgemälde Columbus im Augenblicke, da er die neue Welt entdeckt. Zu seinen Förderern zählten die Grafen Franz und Leo von Thun, mit Ersterem war er auch befreundet. Für den Fürsten Hugo Karl Eduard zu Salm-Reifferscheidt malte einen Prachtsaal aus, für die Kirche in Turnau lieferte er drei Altarbilder.
1850 wurde er Mitglied der Kommission zur Reformierung der Akademie der bildenden Künste Wien. Von 1852 bis 1872 war er Direktor dieser Akademie. Er war nicht bei all seinen Zeitgenossen beliebt, so hatte er in Carl Rahl einen bekannten Gegenspieler. Durch seine Tätigkeit an der Akademie fand Ruben kaum Gelegenheiten, seinen künstlerischen Fertigkeiten nachzugehen. Er investierte viel Zeit für die Umsetzung der notwendigen Reformen und in die Verwaltungstätigkeit oder konzentrierte sich auf den Unterricht seiner Schüler. Zu diesen zählten etwa Karl Böheim, Siegmund L’Allemand, Ferdinand Laufberger, Gabriel von Max und Wenzel Schwarz. Der österreichische Maler Franz Russ (* 1844 in Wien; † 1906 ebenda) war ebenfalls einer seiner Schüler.
Ruben wirkte an einem Gebetbuch (Kleines Offizium der allerseligsten Jungfrau Maria) mit einigen Miniaturen mit, das die Akademie 1854 als Hochzeitsgeschenk für Elisabeth von Österreich-Ungarn angefertigt hatte. Auch an dem Messbuch (Missale Romanum) das Franz Joseph I. im Jahr 1868 Papst Pius IX. überreichte, hatte er Anteil.

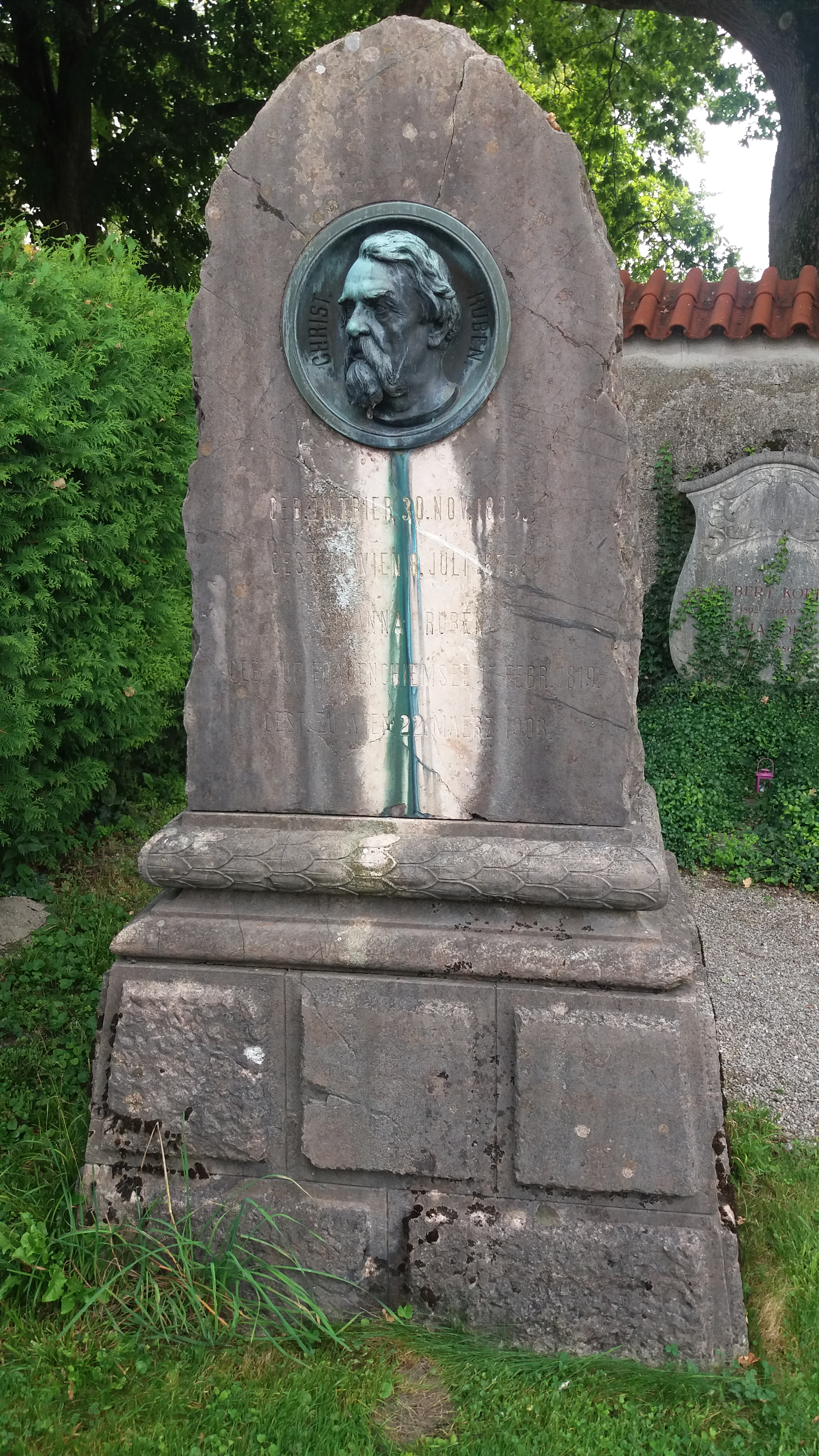
Grabstätte der Eheleute Susanna und Christian Ruben mit dessen Porträtrelief, Friedhof Fraueninsel

Wenige Jahre nach seiner Pensionierung starb Ruben 69-jährig in Inzersdorf bei Wien. Als Auszeichnungen hatte er den Titel eines k.k. Regierungsrates und diverse Orden erhalten, so den Orden der Eisernen Krone III. Klasse, den Franz-Joseph-Orden, das Ritterkreuz des belgischen Leopoldsordens, das Offizierskreuz des mexikanischen Guadalupe-Ordens und das Komturkreuz des päpstlichen Gregoriusordens. Sein Grab befindet sich auf dem Friedhof von Frauenchiemsee.